# Josiah Willard Gibbs
Josiah Willard Gibbs (New Haven (Connecticut), 11 februari 1839 - aldaar, 28 april 1903) was een Amerikaanse natuurkundige en scheikundige. Daarnaast is hij ook van belang voor de wiskunde als een van de uitvinders van de vectoranalyse. In 1871 werd hij hoogleraar in de mathematische fysica aan het Yale College te New Haven.
Zijn carrière kan verdeeld worden in vier fasen. Tot 1879 werkte hij aan de theorie van de thermodynamica. Van 1880 tot 1884 werkte hij aan de vectoranalyse. Van 1882 tot 1889 werkte hij aan de optica en de theorie van het licht. Na 1889 werkte hij aan studieboeken over statistische mechanica en overdacht hij de entropie.
In 1876 stelde hij de fasenregel op en paste deze toe op vele heterogene systemen in evenwicht, wat voor de chemie van bijzondere betekenis was.
Het verschijnsel van Gibbs is naar hem genoemd, evenals de Gibbs vrije energie. De vergelijkingen van Gibbs-Helmholtz en de vergelijking van Gibbs-Duhem zijn mede naar hem genoemd. Gibbs is ook de grondlegger van de ensembletheorie.
In 1901 kreeg hij de Copley Medal.

## Werken
- On the equilibrium of heterogeneous substances, in: Transact. Connect. Acad. 3 (1876, 1878), blz. 108–248, 343–524
- On multiple algebra (1886)
- Elementary principles in statistical mechanics (1902; herdr. 1960), Yale University Press, New Haven, Connecticut
- Scientific papers (2 delen, 1906; met biogr.; herdruk 1961)
- The collected works (2 delen, 1928); The scientific papers of Willard Gibbs (2 delen, 1961)